# Wittmann Möbelwerkstätten
Die Wittmann Möbelwerkstätten GmbH sind ein österreichischer Hersteller exklusiver Möbel mit Sitz in Etsdorf am Kamp in Niederösterreich.

## Geschichte

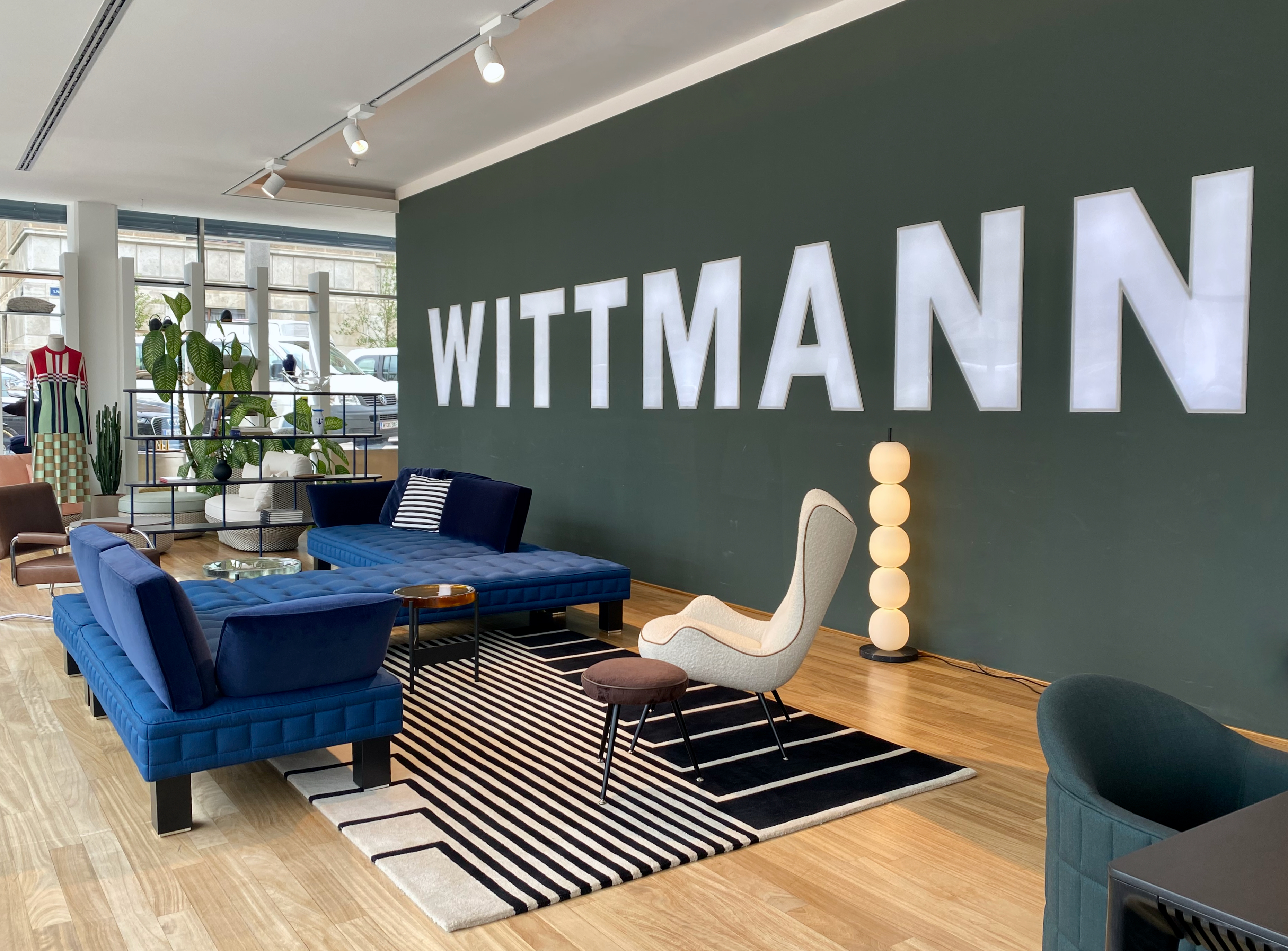
Möbel von Wittmann

Das Unternehmen wurde 1896 als Sattlerei von Franz Wittmann gegründet. Am Anfang wurde für die Bauern der Umgebung Sattlerzeug hergestellt. Der Enkel Franz Wittmann stellte die Produktion auf Möbelbau und Polsterei um. Kunden kamen anfangs vorwiegend aus der Region, in den 1960er Jahren wuchs das Unternehmen jedoch bedeutend.
Von großer Bedeutung war die Zusammenarbeit mit dem Architekten Johannes Spalt, der zusammen mit Friedrich Kurrent Entwürfe lieferte.
Carla Hoffmann, die Witwe Josef Hoffmanns, vertraute dem Unternehmen die Rechte für die Entwürfe ihres Ehemannes an. Wittmann begann in den 1970er Jahren Hoffmann-Möbel zu reproduzieren, darunter Modelle wie Fledermaus, Purkersdorf, Haus Koller, Armlöffel und den berühmten Kubus. Die Wittmann Möbelwerkstätten sind heute ein Familienbetrieb in fünfter Generation.
Drei Viertel der Produktion werden in die EU, die USA und nach Asien exportiert.